# Бехтеевка (Корочанский район)
Бехтеевка — село в Корочанском районе Белгородской области России. Административный центр Бехтеевского сельского поселения. Находится в пригородной зоне города Корочи.

## География
Село расположено в срединной части региона, в лесостепной зоне, в пределах Среднерусской возвышенности, вблизи районного центра, города Корочи.

### Климат
Климат характеризуется как умеренно континентальный, с относительно мягкой зимой и тёплым продолжительным летом. Среднегодовая температура воздуха — 6 °C. Средняя температура воздуха самого холодного месяца (января) — −8,2 °C; самого тёплого месяца (июля) — 20,1 °C. Безморозный период длится 155 дней. Годовое количество атмосферных осадков составляет 452 мм, из которых 326 мм выпадает в период с апреля по октябрь. Снежный покров держится в течение 102 дней.

## Топоним
По местным преданиями, названо в честь основавшего его казака Бехтея

## История
Село основано в 1638 году и являлась одной из трех слобод, входивших в состав города Корочи, основанного как оборонительная крепость от набегов крымских и ногайских татар.
Население Бехтеевки занималось земледелием, торговлей, выращивало скот, имело мельницы. В 1868 году в селе открылась трёхпрестольная Знаменская церковь (в годы Великой Отечественной войны разобрана на стройматериалы для аэродрома и укрепления дорог). При ней имелось 33 десятин земли, приход — 1820 душ.
В 1869 году в Бехтеевке по инициативе священника открыли школу. Училось в школе 82 мальчика и 8 девочек. Всего в селе было 336 грамотных из 3603 жителей. До революции дети обучались в церковно-приходской школе. Данные о слободе Бехтеевка из документов переписи 1877 года — 2703 жителя. В 1885 году: «530 дворов, 1860 жителей мужского пола (931 работник) и 1743 женского пола (897 работниц) — всего 3603 жителя». В слободе Бехтеевка работало в ту пору 41 промышленное заведение: несколько ветряных мельниц, крупорушка, маслобойня, сапожная и валяльная мастерские. На территории села находились трактир и 4 лавки. Жители села владели множеством ремесел, среди которых: пошив обуви и одежды, валяние валенок.
В 1932 году слобода Бехтеевка насчитывала 4346 жителей, объединяла 6 хуторов.
В 1959 году здесь образовался колхоз «Имени XXI съезда КПСС». Как передовой в районе, в 1971 году колхоз награждён орденом Трудового Красного Знамени. В 1981 году от колхоза в самостоятельное предприятие отделена птицефабрика.

## Население
| 2002 | 2010  | 2021  |
| ---- | ----- | ----- |
| 3291 | ↘3290 | ↘3259 |

## Известные уроженцы, жители
В годы Великой Отечественной войны два уроженца Бехтеевского сельского поселения удостоены звания Героя Советского Союза — лётчики И. С. Шабельников и В. И. Мишустин.

## Инфраструктура
В 1992 году вступил в строй районный Дворец культуры со зрительным залом на 500 мест. Закрыт в 2012 году на капитальный ремонт.
В настоящее время на территории села действуют: фельдшерско-акушерский пункт, стоматологический кабинет, почта, паспортный стол, средняя общеобразовательная школа, детский сад, детский реабилитационный центр, районный дом народного творчества, сельская библиотека-филиал, детская спортивная школа, станция юннатов, спортивный комплекс с бассейном, сеть магазинов.
Средняя образовательная школа(МБОУ «Бехтеевская СОШ») является одной из лучших в районе. Школа является победителем областных конкурсов «Школа года-1992» и «Школа года-1998».
В 2006 году школа стала победителем приоритетного национального проекта «Образование», среди школ, внедряющих инновационные образовательные программы.
В 2009 году на берегу реки Короча открыт парк «Молодёжный» с пляжем и фонтанами.
В 2011 году — победитель рейтинга ОУ среди сельских школ.
10 декабря 2012 года школе исполнилось 40 лет.

## Транспорт
Село легкодоступно автотранспортом.